# Prasophyllum sylvestre
Prasophyllum sylvestre là một loài thực vật có hoa trong họ Lan. Loài này được R.J.Bates & D.L.Jones miêu tả khoa học đầu tiên năm 1991.